# 台湾筋鱼
台湾筋鱼（学名：Embolichthys mitsukurii）为玉筋鱼科台湾筋鱼属的鱼类，俗名台湾标枪鱼。分布于台湾岛等。该物种的模式产地在台湾。